# Dougie Lampkin
Douglas Martin "Dougie" Lampkin, ook bekend als Doug, (Silsden, West Yorkshire, 23 maart 1976) is een Engels professioneel trial- en endurocrossrijder.
Hij heeft vijf opeenvolgende wereldtitels indoor (1997-2001) en zeven opeenvolgende wereldtitels in de open lucht (1997-2003) behaald. Tevens won hij in de jaren 1997, 1999, 2002 en 2003 het wereldkampioenschap voor teams (Trial des Nations); zes keer de Britse titel, twee keer de Spaanse, vier keer de Scott Trial en tot op heden tien keer de Scottish Six Days Trial.
Lampkin is geboren in een familie van motorsportenthousiastelingen; zijn vader Martin Lampkin was de eerste winnaar van het FIM Wereldkampioenschap trial in 1975, en zijn oom Arthur Lampkin was ook regelmatig winnaar in het Britse circuit van de jaren 1960.
Lampkin woont tegenwoordig op het Isle of Man. In 2001 ontving hij een MBE voor zijn verdiensten voor zijn sport.

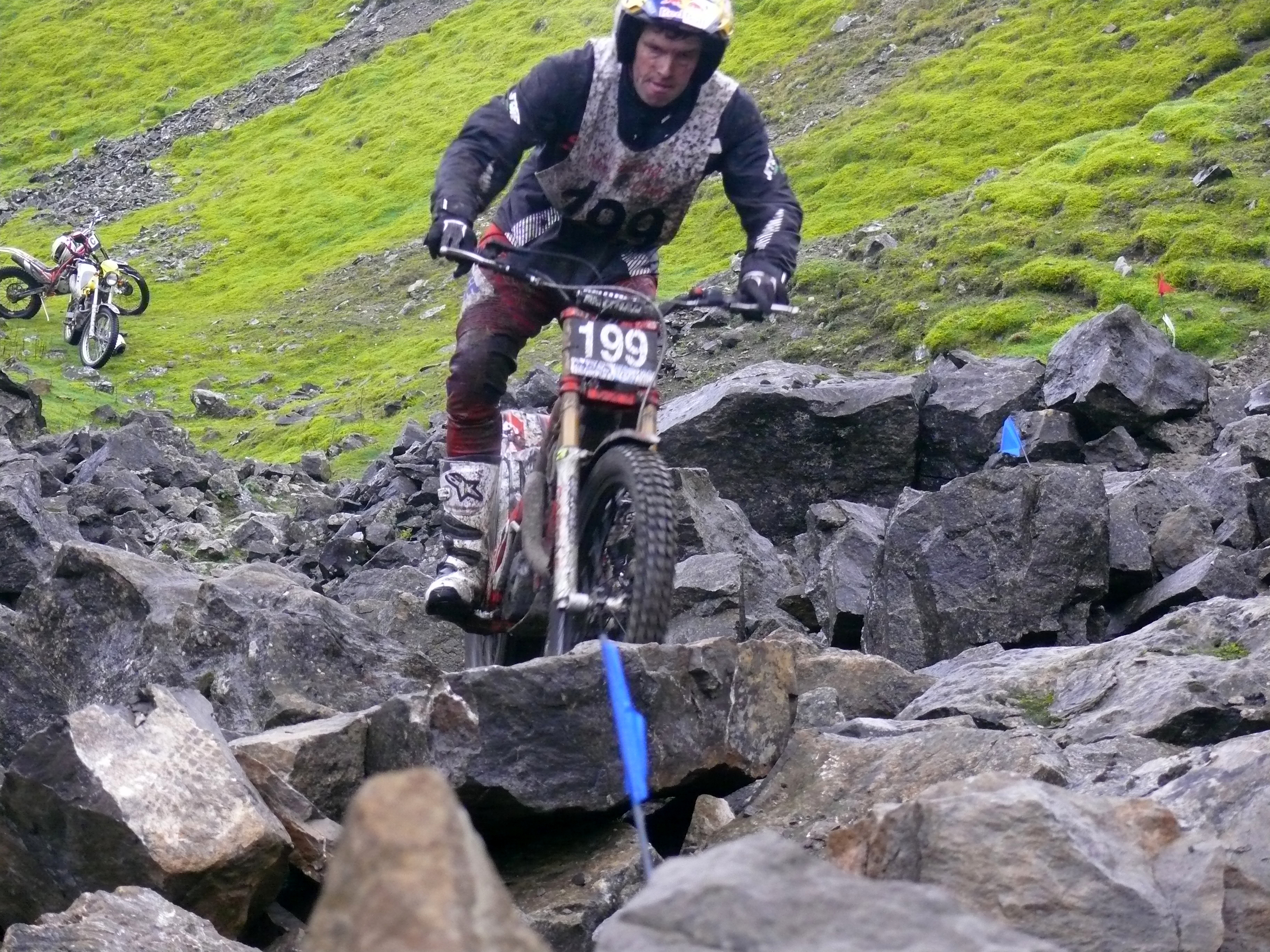
Lampkin winning 2013 Scott Trial

| Jaar | Evenement                              | Resultaat |
| ---- | -------------------------------------- | --------- |
| 1991 | Schoolboy B Class British championship | 1e        |
|      |                                        |           |
| 1992 | Schoolboy A Class British championship | 1e        |
|      |                                        |           |
| 1993 | European championship                  | 1e        |
|      |                                        |           |
| 1994 | British Adult championship             | 1e        |
| 1994 | World championship                     | 6e        |
| 1994 | Scottish Six Day Trial                 | 1e        |
|      |                                        |           |
| 1995 | British Adult championship             | 2e        |
| 1995 | World championship                     | 4e        |
|      |                                        |           |
| 1996 | World championship                     | 2e        |
| 1996 | Scottish Six Day Trial (2)             | 1e        |
|      |                                        |           |
| 1997 | World championship Indoor              | 1e        |
| 1997 | World championship Outdoor             | 1e        |
| 1997 | World Team championship                | 1e        |
| 1997 | British Adult championship (2)         | 1e        |
|      |                                        |           |
| 1998 | World championship Indoor (2)          | 1e        |
| 1998 | World championship Outdoor (2)         | 1e        |
| 1998 | British Adult championship (3)         | 1e        |
|      |                                        |           |
| 1999 | World championship Indoor (3)          | 1e        |
| 1999 | World championship Outdoor (3)         | 1e        |
| 1999 | World Team championship (2)            | 1e        |
| 1999 | British Adult championship (4)         | 1e        |
|      |                                        |           |
| 2000 | World championship Indoor (4)          | 1e        |
| 2000 | World championship Outdoor (4)         | 1e        |
| 2000 | British Adult championship (5)         | 1e        |
|      |                                        |           |
| 2001 | World championship Indoor (5)          | 1e        |
| 2001 | World championship Outdoor (5)         | 1e        |
| 2001 | Spanish Adult championship             | 1e        |
|      |                                        |           |
| 2002 | World championship Outdoor (6)         | 1e        |
| 2002 | British Adult championship (6)         | 1e        |
| 2002 | World Team championship (3)            | 1e        |
| 2002 | World championship Indoor              | 2e        |
|      |                                        |           |
| 2003 | World championship Outdoor (7)         | 1e        |
| 2003 | World Team championship (4)            | 1e        |
| 2003 | Spanish Adult championship (2)         | 1e        |
| 2003 | World championship Indoor              | 2e        |
|      |                                        |           |
| 2004 | World championship Indoor              | 3e        |
| 2004 | World championship Outdoor             | 2e        |
|      |                                        |           |
| 2005 | World championship Indoor              | 4e        |
| 2005 | World championship Outdoor             | 3e        |
|      |                                        |           |
| 2006 | World championship Indoor              | 6e        |
| 2006 | World championship Outdoor             | 4e        |

## Prijzen
- Brits trialkampioen 1994, 1996, 1997, 1998, 1999, 2000, 2001
- Spaans trialkampioen 2001, 2003
- FIM Trials Europees kampioen 1993
- FIM Trials wereldkampioen 1997, 1998, 1999, 2000, 2001, 2002, 2003
- FIM Trials Indoor wereldkampioen 1997, 1998, 1999, 2000, 2001
- Schotse zesdaagse trial winnaar 1994, 1995, 1996, 2008, 2009, 2012, 2013, 2014, 2015, 2016, 2017
- Schots kampioen 1994, 2006, 2007, 2013